# Arnaud Le Gall
Pour les articles homonymes, voir Le Gall.
Arnaud Le Gall, né le 29 novembre 1980 à Carhaix-Plouguer, est un enseignant, fonctionnaire territorial et homme politique français.
Membre de La France insoumise, il est élu député en 2022 dans la neuvième circonscription du Val-d'Oise.
En juin 2024, il se représente aux législatives, avec l’investiture du Nouveau Front populaire.

## Biographie

### Origine et carrière professionnelle
Arnaud Le Gall nait en 1980 à Carhaix-Plouguer, dans le Finistère, de parents enseignants. Il grandit dans une famille communiste ; d'abord son grand-père paternel, marin, puis son père, Yves-Pierre Le Gall, adjoint aux sports du maire communiste de Carhaix Jean-Pierre Jeudy, de 1977 à 1995. Ses grands-parents maternels, agriculteurs en Périgord, sont eux aussi engagés à gauche.
D’abord enseignant en sciences politiques, il est employé par la mairie de Paris de 2012 à 2022.

### Débuts politiques
En 2008, Arnaud Le Gall participe à la campagne du Parti socialiste (PS) pour les élections municipales à Carhaix, dont il figure en avant-dernière position de la liste conduite par Richard Ferrand. Il s'agit de sa première candidature à une élection. La même année, il suit Jean-Luc Mélenchon après l'échec du congrès de Reims dans la scission pour le Parti de gauche (PG).
Spécialiste des questions internationales il est, avec Marina Mesure, le co-auteur du programme international de la campagne présidentielle de 2017, réaménagé pour celle de 2022. En 2021, il devient conseiller aux questions internationales du groupe parlementaire LFI à l'Assemblée nationale,.

### Député du Val d'Oise
Candidat de LFI aux élections législatives qui suivent, soutenu par l'union de la gauche, il est élu député, devançant au premier tour de neuf points la députée sortante de la majorité Živka Park et l'emportant au second contre le candidat RN.
Siégeant à la Commission des Affaires étrangères, il intervient régulièrement sur les sujets internationaux. Partisan d’une « diplomatie [française] non-alignée et altermondialiste», il défend la souveraineté diplomatique et militaire de la France (notamment dans un rapport parlementaire sur la réforme du corps diplomatique, en 2022) ainsi que le rôle régulateur de l’ONU. Il s’oppose, en politique étrangère comme en politique intérieure, aux tenants de la doctrine du « choc des civilisations ».
Il prône l’établissement de nouvelles relations, plus respectueuses, avec les pays du Sud, et notamment avec l’Afrique, où il a accompagné à plusieurs reprises Jean-Luc Mélenchon (Burkina Faso, République démocratique du Congo, puis Sénégal après la victoire du PASTEF).
Face à la multiplication des guerres, il plaide pour l’émergence de solutions politico-diplomatiques, tant en Ukraine.
Il est également l’auteur, en 2022, d’une proposition de résolution demandant l’amnistie pour les Gilets jaunes condamnés et la publication des cahiers de doléances rédigés dans le cadre du mouvement, puis, en 2023, d’une proposition de résolution exigeant que la France accorde l’asile au lanceur d’alerte Julian Assange.

## Résultats électoraux

### Élections législatives
| Année | Parti  | Parti | Circonscription  | 1er tour | 1er tour | 1er tour | 2d tour | 2d tour | 2d tour | Issue |
| Année | Parti  | Parti | Circonscription  | Voix     | %        | Rang     | Voix    | %       | Rang    | Issue |
| ----- | ------ | ----- | ---------------- | -------- | -------- | -------- | ------- | ------- | ------- | ----- |
| 2022  |        | LFI   | 9e du Val-d'Oise | 7 583    | 29,13    | 1er      | 13 432  | 56,42   | 1er     | Élu   |
| 2024  | 17 157 | LFI   | 9e du Val-d'Oise | 40,73    | 23 918   | 1er      | 60,27   |         | 1er     | Élu   |